# Spinirta
Genre
Spinirta est un genre d'araignées aranéomorphes de la famille des Corinnidae.

## Distribution
Les espèces de ce genre sont endémiques de Chine.

## Liste des espèces
Selon World Spider Catalog (version 25.0, 29/02/2024) :
- Spinirta aurita Jin & Zhang, 2020
- Spinirta aviformis Jin & Zhang, 2020
- Spinirta caudata L. Zhang, Jin & F. Zhang, 2023
- Spinirta forcipata Jin & Zhang, 2020
- Spinirta hongyui Wang, Lu & Z. S. Zhang, 2024
- Spinirta jinyunshanensis Jin & Zhang, 2020
- Spinirta lanceolata L. Zhang, Jin & F. Zhang, 2023
- Spinirta leigongshanensis Jin & Zhang, 2020
- Spinirta liuae Wang, Lu & Z. S. Zhang, 2024
- Spinirta qiaoliaoensis (Lu & Chen, 2019)
- Spinirta qishuoi Lin & Li, 2023
- Spinirta qizimeiensis Jin & Zhang, 2020
- Spinirta quadrata Jin & Zhang, 2020
- Spinirta rugosa Jin & Zhang, 2020
- Spinirta sanxiandian Liu, 2022
- Spinirta shaoguan Lu & Li, 2023
- Spinirta shenwushanensis L. Zhang, Jin & F. Zhang, 2023
- Spinirta simianshan Wang, Lu & Z. S. Zhang, 2024
- Spinirta sishuishan Liu, 2022
- Spinirta sparsula Jin & Zhang, 2020
- Spinirta wuyishanensis Zhou, 2022
- Spinirta yintiaoling Wang, Lu & Z. S. Zhang, 2024

## Systématique et taxinomie
Ce genre a été décrit par Jin et Zhang en 2020 dans les Corinnidae.

## Publication originale
- Jin & Zhang, 2020 : « Spinirta gen. nov., a new dark sac spider genus from southern China (Araneae: Corinnidae). » Zootaxa, no 4838(3), p. 301-330.